# Grotte Anna
Pour les articles homonymes, voir Anna.
La grotte Anna (Anna-barlang ou Petőfi-barlang en hongrois) est une grotte calcaire naturelle située à Lillafüred, localité associée à la ville de Miskolc, en Hongrie. Elle est également connue localement sous les alias suivant : Anna-mésztufabarlang, Csepegő-kő-barlang, Forrás-(mésztufa)barlang, Hámori-barlang, Háromforrás-barlang, Hétforrás-barlang, Négyforrás-(mésztufa)barlang, Petőfi (Sándor)-(mésztufa)barlang.

## Découverte
La grotte fut découverte en 1833 lors de travaux de forage dans le calcaire pour ouvrir un puits destiné à alimenter en eau le haut-fourneau de Hámor.

## Description
Le site devint rapidement une attraction touristique si bien que le célèbre poète hongrois Sándor Petőfi la visita en 1847. Cependant, dans la seconde moitié du siècle, le haut-fourneau fut fermé et la grotte tomba dans l'oubli.
Elle rouvrit en 1912. Lors de la construction du Palace Hotel en 1927, de nouvelles cavernes furent découvertes. Le passage d'entrée de la grotte, toujours utilisé de nos jours, fut construit à cette période.
La grotte possède une collection de tufs unique au monde et abrite de nombreux fossiles de plantes. Elle est ouverte au public toute l'année.